# Temple canadien de la renommée agricole
Pour les articles homonymes, voir Temple de la renommée.
Le Temple canadien de la renommée agricole (en anglais : Canadian Agricultural Hall of Fame)  honore et commémore ceux qui ont offert une contribution exceptionnelle à l'avancement de l'industrie agroalimentaire au Canada. Elle a également pour mission de publiciser les accomplissements de ses récipiendaires dans tout le pays. 
Le temple a été créé en 1960 dans la municipalité de Toronto dans la province de l'Ontario. Il est actuellement administré par une association composée d'un comité de 12 directeurs : 3 proviennent de l'Est du Canada, 3 de l'Ouest du Canada, 3 de l'Ontario et 3 des autres territoires,.

## Galerie
Depuis 1960, chaque année, l'association affiche les portraits et les notices biographiques des récipiendaires honorées à la foire agricole hivernale de Toronto au "Exibition Place of Toronto" (Palais des congrès de Toronto). La galerie est ouverte au public au cours de cet événement en novembre, mais peut être visitée sous rendez-vous le reste de l'année. Depuis 1995-1996, le lieu permanent de résidence de la galerie est le National Trade Center.

## Cérémonie d'intronisation
L'association choisit normalement 3 intronisés par année. La cérémonie d'intronisation a lieu après un banquet donné au cours de la foire agricole hivernale de Toronto. Les portraits et accomplissements des récipiendaires sont dévoilés au cours de cette cérémonie.

## Intronisés célèbres
| Nom                        | Année d'intronisation | Province              |
| -------------------------- | --------------------- | --------------------- |
| John Edward Brownlee       | 1963                  | Alberta               |
| Patrick Burns              | 1963                  | Alberta               |
| Ross Butler                | 1997                  | Ontario               |
| Keith Downey               | 2002                  | Ontario               |
| Ernest Charles Drury       | 1971                  | Ontario               |
| John Dryden                | 1963                  | Ontario               |
| James Garfield Gardiner    | 1962                  | Saskatchewan          |
| Adélard Godbout            | 1962                  | Québec                |
| Harry Hays                 | 1983                  | Alberta               |
| George Stewart Henry       | 1963                  | Ontario               |
| Thomas Laird Kennedy       | 1962                  | Ontario               |
| Charles Mayer              | 2005                  | Manitoba              |
| Duncan McNab McEachran     | 1961                  | Québec                |
| James Duncan McGregor      | 1961                  | Manitoba              |
| Archibald J. McLean        | 1963                  | Alberta               |
| Ernest Mercier             | 1991                  | Québec                |
| William Richard Motherwell | 1962                  | Saskatchewan          |
| Robert R. Ness             | 1962                  | Québec                |
| Daniel Edward Riley        | 1965                  | Alberta               |
| Charles E. Saunders        | 1987                  | Ontario               |
| Donald Shaver              | 1986                  | Nouveau-Brunswick     |
| Walter Russell Shaw        | 1980                  | Île-du-Prince-Édouard |
| Cyril Sherwood             | 1986                  | Nouveau-Brunswick     |
| Baldur R. Stefansson       | 2002                  | Manitoba              |
| William Atcheson Stewart   | 1988                  | Ontario               |
| Lyle Vanclief              | 2014                  | Ontario               |
| Eugene Whelan              | 2001                  | Ontario               |
| Charles Ambrose Zavitz     | 1974                  | Ontario               |